# Patria (romanzo)
Patria è un romanzo di Fernando Aramburu, pubblicato per la prima volta nel 2016. Il libro racconta le vicende di due famiglie segnate dalla lotta armata del gruppo indipendentista basco Euskadi Ta Askatasuna (ETA). Gli eventi narrati nel libro si collocano tra gli anni Ottanta del ventesimo secolo e il 2011, quando l'ETA annuncia la cessazione definitiva della sua attività armata. Pur non essendo un romanzo storico, il libro affronta la questione basca, la nozione di patria e il tema della lotta armata all'interno di una comunità rurale della provincia di Gipuzkoa, nella quale il gruppo indipendentista armato esercita una considerabile influenza sulla vita delle persone.
Il romanzo è stato pubblicato in italiano nel 2017 ed è stato vincitore del premio Strega europeo, del premio letterario Giuseppe Tomasi di Lampedusa e del Premio per la Cultura Mediterranea - Fondazione Carical a Cosenza, per la Sezione Narrativa, nel 2018.

## Trama
Il romanzo non segue un ordine cronologico lineare. L'autore si sposta nel tempo, alternando le descrizioni in prima persona e i punti di vista dei diversi personaggi.
Molti anni dopo l'omicidio del marito Txato, imprenditore assassinato dall'ETA, Bittori torna nel suo paese natale, da cui aveva dovuto andarsene in seguito al forte clima di ostracismo nei confronti della sua famiglia. Il ritorno di Bittori, dapprima saltuario e poi sempre più prolungato, riapre antiche ferite, in particolare all'interno della famiglia di Joxian e Miren. Quest'ultima un tempo era stata la migliore amica di Bittori, ma le due donne hanno chiuso ogni rapporto dopo che Joxe Mari, il primo figlio di Miren, è entrato nell'ETA e poi è stato catturato e incarcerato. Joxe Mari si trova in una prigione di massima sicurezza, condannato per diversi omicidi compiuti durante la sua militanza armata. Bittori intende sapere da Joxe Mari se è stato lui a uccidere Txato.
L'ostinazione di Bittori smuove i ricordi e le coscienze dei membri delle due famiglie e di altri abitanti del villaggio, suscitando nei personaggi riflessioni contrastanti sulle vicende familiari, sulla storia politica basca e sulle traiettorie della militanza abertzale.

## Personaggi
Personaggi principali
- Txato: imprenditore del paese, proprietario di una azienda di trasporti. Marito di Bittori e padre di Xabier e Nerea. Assassinato dall'ETA.
- Bittori: moglie del Txato, madre di Xabier e Nerea. Un tempo era stata molto amica di Miren.
- Xabier: figlio maggiore del Txato e Bittori. Lavora come medico in un ospedale di San Sebastián. Ha avuto una relazione con Aránzazu.
- Nerea: figlia minore del Txato e Bittori. Laureata in giurisprudenza a Saragozza ma lavora al ministero delle Finanze a San Sebastián. Sposata con Enrique (Quique).
- Ikatza: gatto di Bittori.
- Joxian: Un tempo miglior amico del Txato. Marito di Miren e padre di Arantxa, Joxe Mari e Gorka. Lavora alla fonderia del paese.
- Miren: Moglie di Joxian, un tempo molto amica di Bittori.
- Arantxa: figlia maggiore di Joxian e Miren. Sposata e poi divorziata da Guillermo (Guille) Hernandez Carrizo da cui ha avuto due figli, Endika e Ainhoa. Paralizzata a seguito di un ictus.
- Joxe Mari: secondo figlio di Joxian e Miren. Entra nelle file dell'ETA e a capo del commando "Oria". Arrestato dalla Guardia Civil, deve scontare 126 anni di carcere.
- Gorka: figlio minore di Joxian e Miren. Ha una relazione con Ramón (Ramuntxo).

Altri personaggi
- Aránzazu: è stata fidanzata con Xabier quando era infermiera all'ospedale di San Sebastián.
- Guillermo (Guille) Hernandez Carrizo: ex-marito di Arantxa. La sua famiglia è originaria della provincia di Salamanca.
- Endika: figlio maggiore di Arantzxa e Guillermo.
- Ainhoa: figlia minore di Arantzxa e Guillermo.
- Rafael: padre di Guillermo, sposato con Angelita. Originario della provincia di Salamanca.
- Angelita: madre di Guillermo, sposato con Rafael. Originaria della provincia di Salamanca.
- Ramón (Ramuntxo): compagno di Gorka. Padre di Amaia, avuta da una precedente relazione.
- Amaia: figlia di Ramuntxo. Dopo il divorzio del padre lo visita saltuariamente.
- Manolo Zamarreño: amico di Guillermo, lo aiuta a trovar lavoro. Assassinato dall'ETA.
- Enrique (Quique): marito di Nerea.
- Klaus-Dieter Kirsten: fidanzato tedesco di Nerea ai tempi dell'università di Saragozza.
- Wolfgang: coinquilino di Klaus-Dieter a Saragozza.
- Marcel: coinquilino di Klaus-Dieter a Saragozza.
- José Carlos: amico e amante di Nerea ai tempi dell'università di Saragozza.
- Jokin: figlio di Josetxo e Juani. Si arruola nell'ETA insieme a Joxe Mari ma sentitosi braccato dalla polizia si suicida.
- Josetxo: titolare della macelleria del paese. Marito di Juani e padre di Jokin.
- Juani: moglie di Josetxo e madre di Jokin.
- Don Serapio: parroco del paese, simpatizzante dell'ETA.
- Celeste: badante ecuadoregna di Arantxa.
- Andoni: dipendente dell'azienda di trasporti del Txato. Membro del sindacato LAB e fiancheggiatore dell'ETA.
- Patxi: lavora la bar Arrano Taberna. Fiancheggiatore dell'ETA.
- Josune: è stata fidanzata di Joxe Mari.
- Patxo: membro del commando "Oria" dell'ETA assieme a Joxe Mari e Txopo.
- Txopo: membro del commando "Oria" dell'ETA assieme a Joxe Mari e Patxo, si occupa della parte organizzativa.
- Peio: ragazzo del paese simpatizzante della causa abertzale, compie atti di vandalismo.
- Juancar: ragazzo del paese simpatizzante della causa abertzale, compie atti di vandalismo.

- Koldo: militante dell'ETA. Arrestato dalla polizia ha rivelato parecchi nomi di altri militanti.
- Herminio: padre di Koldo. Lavora alla fonderia assieme a Joxian.
- Manoli: madre di Koldo, moglie di Herminio.
- Txapas: militante dell'ETA. È il primo contatto di Joxe Mari e Jokin dopo la fuga dal paese.
- Bernard: contadino di Ascain che dà ospitalità a Joxe Mari e Jokin.
- Belarri: responsabile della logistica al corso sulle armi dell'ETA.
- Pakito: uno dei capi dell'ETA, assegna a Joxe Mari il commando "Oria".
- Santi Potros: militante dell'ETA. Arrestato dalla polizia francese, aveva con sé una lista di militanti.
- Karburo: militante dell'ETA tornato al paese dopo sette anni di carcere.
- Zabalza: militante dell'ETA il cui cadavere fu ritrovato nel fiume.
- Carme: infermiera che assiste Arantxa a Palma di Maiorca.
- Arruabarrena: oncologo consultato per le analisi di Bittori.
- Ramón Lasa: autista di ambulanza.
- Arrondo: vicino di casa di Joxian e Miren.
- Pecas: detenuto del carcere di El Puerto de Santa María, in Andalusia.
- Aintzane: ragazza conosciuta da Joxe Mari per via epistolare durante la detenzione a El Puerto; lavora in un ristorante a Ondárroa.
- Alfonso: padre di un militante dell'ETA detenuta a Badajoz e marito di Catalina.
- Catalina: madre di un militante dell'ETA detenuta a Badajoz e moglie di Alfonso.
- Pascual: vive a Calamocha, soccorre Joixan e Miren dopo l'incidente automobilistico.
- Azkuna: sindaco di San Sebastián, sposa Gorka e Ramuntxo.
- Gregorio Ordóñez: vittima dell'ETA, sepolto al cimitero del Polloe, la cui lapide viene imbrattata.
- Consuelo Ordóñez: sorella di Gregorio.
- Cristina Cuesta: figlia di una vittima dell'ETA.
- Caty Romero: vedova del sergente della polizia municipale ucciso dall'ETA.
- Elizalde: amica di Quique.
- Marisa: amica di Nerea.
- Arrizabalaga: Titolare di un'officina nei pressi dell'azienda del Txato.

## Adattamento televisivo
Alla fine di settembre 2017, HBO Spagna ha annunciato la creazione della sua prima serie, basata sul romanzo Patria. La storia mostra diverse visioni del conflitto basco nella regione. La serie è prodotta da Alea Media, una società di produzione creata da Mediaset España e Aitor Gabilondo e dalla stessa HBO España.
La serie ha iniziato le riprese nel 2018 nei Paesi Baschi. L'uscita, inizialmente prevista per il 17 maggio 2020, è stata spostata al 27 settembre 2020.

## Edizioni
- Fernando Aramburu, Patria, traduzione di Bruno Arpaia, Guanda, 2019,  p. 632, ISBN 978-88-2352-508-5.